# Eupatorium angosturae
Eupatorium angosturae là một loài thực vật có hoa trong họ Cúc. Loài này được Pol. mô tả khoa học đầu tiên năm 1877.